# Okrug Rožňava
Rožňava je okrug u istočnoj Slovačkoj u  Košickom kraju, u okrugu živi 58 305 stanovnika u 2024. (63,0 % Slovaka, 30,6 % Mađara (2001.)), dok je gustoća naseljenosti 49,69 stan/km². Ukupna površina okruga je 1173,34 km². Glavni grad okruga Rožňava je istoimeni grad Rožňava sa 16 857 stanovnika.

## Stanovništvo
| Godina:     | 1994.  | 2004.   | 2014.   | 2024.   |
| ----------- | ------ | ------- | ------- | ------- |
| Broj ljudi: | 61 292 | 61 902  | 62 877  | 58 305  |
| Razlika:    |        | +0,99 % | +1,57 % | −7,27 % |

| Godina:     | 2023.  | 2024.   |
| ----------- | ------ | ------- |
| Broj ljudi: | 58 422 | 58 305  |
| Razlika:    |        | −0,20 % |

## Gradovi
- Rožňava
- Dobšiná

## Općine
| - Ardovo - Betliar - Bohúňovo - Bôrka - Brdárka - Bretka - Brzotín - Čierna Lehota - Čoltovo - Čučma - Dedinky - Dlhá Ves - Drnava - Gemerská Hôrka - Gemerská Panica - Gemerská Poloma - Gočaltovo - Gočovo - Hanková - Henckovce | - Honce - Hrhov - Hrušov - Jablonov nad Turňou - Jovice - Kečovo - Kobeliarovo - Koceľovce - Kováčová - Krásnohorská Dlhá Lúka - Kružná - Kunova Teplica - Lipovník - Lúčka - Markuška - Meliata - Nižná Slaná - Ochtiná - Pača - Pašková | - Petrovo - Plešivec - Rakovnica - Rejdová - Rochovce - Roštár - Rozložná - Rožňavské Bystré - Rudná - Silica - Silická Brezová - Silická Jablonica - Slavec - Slavoška - Slavošovce - Stratená - Štítnik - Vlachovo - Vyšná Slaná |